# Rivière Sutton
Rivière Sutton är ett vattendrag i Kanada.   Det ligger i provinsen Québec, i den sydöstra delen av landet, 240 km öster om huvudstaden Ottawa.
Omgivningarna runt Rivière Sutton är en mosaik av jordbruksmark och naturlig växtlighet. Runt Rivière Sutton är det glesbefolkat, med 14 invånare per kvadratkilometer.